# 折り紙

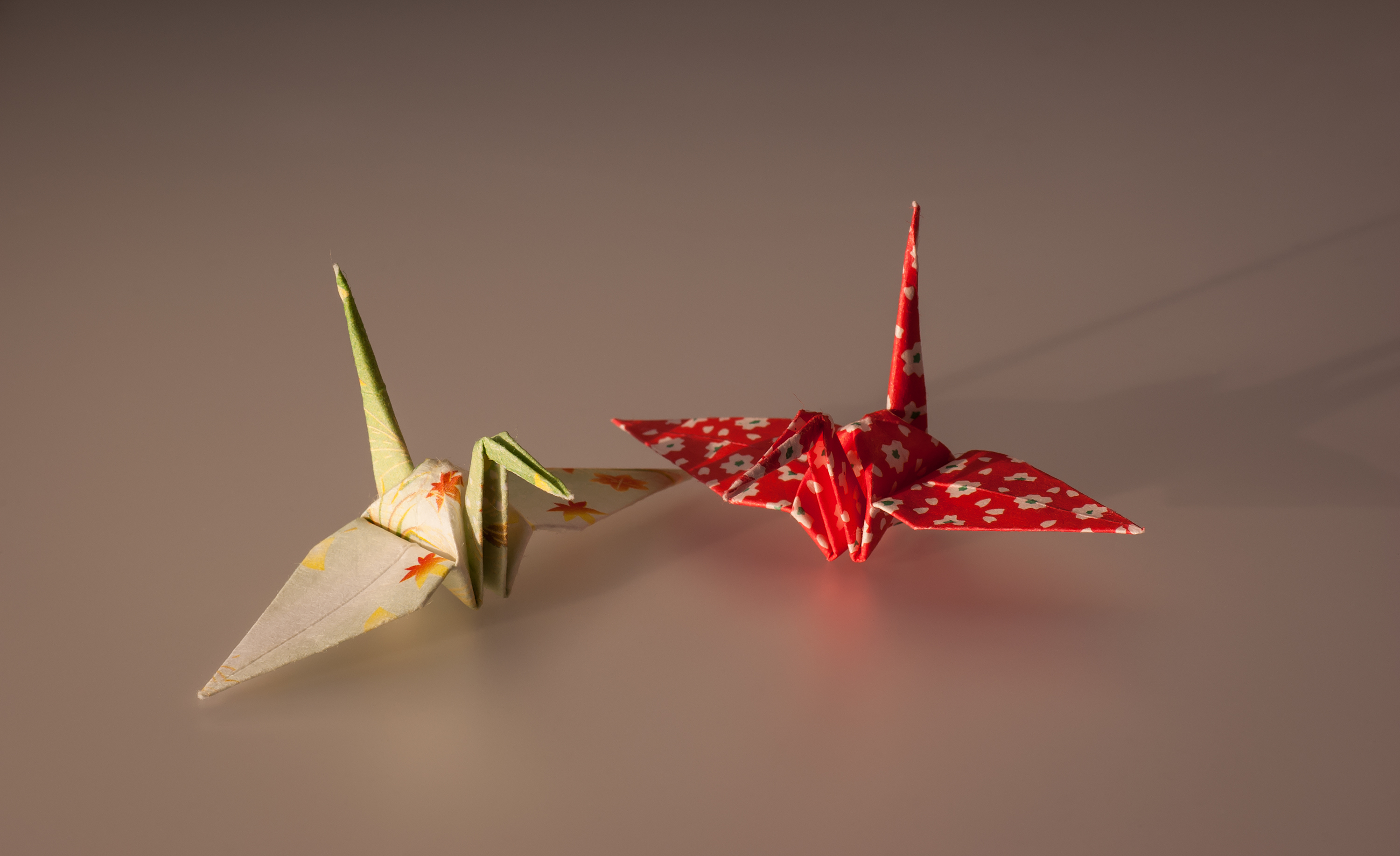
折鶴 （一辺75mmの和紙の折り紙）

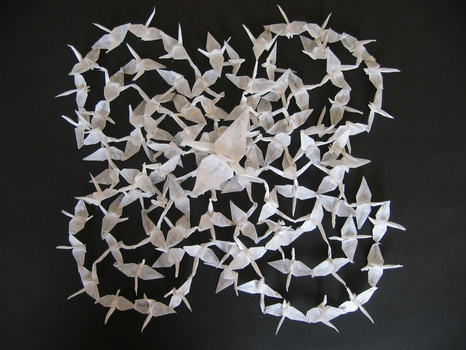
百鶴（『秘伝千羽鶴折形』より）つるバラ

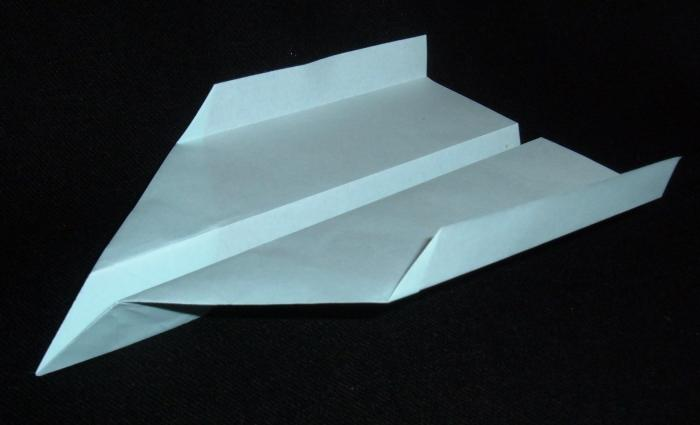
紙飛行機

折り紙（折紙、おりがみ）とは、紙を折って動植物や生活道具など色々なものの形を作る日本伝統の遊びである。また、折り上げられた作品そのものや、折り紙用に作られた正方形の専用紙、千代紙などのことを指す。分類の仕方により、儀式儀礼で使う紙で折った工作物や、室町時代に整えられた上級武家が和紙で物を包むために用いていた折形（折形礼法）も「儀礼折り紙」として折り紙に含む場合があるが、日本では一般的には、戦国時代頃には存在し江戸時代頃に庶民に広まった「遊戯折り紙」のみを指す。
一般的に折り紙と認識されている遊戯折り紙の起源は定かでないが、最古の証拠として1500年代末の戦国時代から1600年代初頭の江戸時代までに装剣金工師の後藤栄乗が作った小柄に折り鶴が描かれているため、この頃までには既に折り紙が存在したことが確認されている。紙を折る文化はヨーロッパなどでも独自に発達しているが、現代では日本語の発音を移した「ORIGAMI」という呼称が海外でも広く使われている。
折り紙の芸術的側面が評価され、過去にはなかった複雑で優れた作品が生み出され、各国に伝承する折り方に加えて、新しい折り方も考案され続けている（各種の折形、折り方は伝承折り紙の一覧を参照）。
また、折り紙の持つ幾何学的な性質から、数学の一分野としても研究されている他、工学分野でも構造物の収納・展開の手段として活用されている。Computational Origamiという、ITを用いて折り紙を設計する分野も存在する。

## 概要

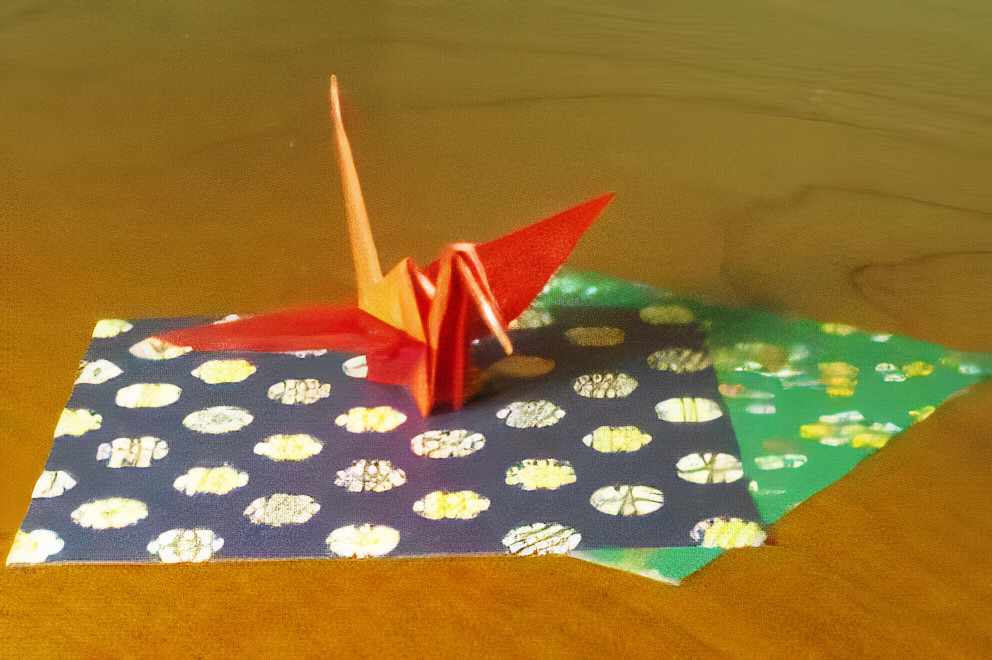
折鶴（下は同じ大きさの紙）

古くは千代紙（）と呼ばれる彩色豊かな和紙を使用した。この為、折り紙の紙を千代紙という場合もある。また、近年では伝統工芸品としても千代紙が販売されている。
現在の折り紙は、多くの場合、使用する紙は一枚で、はさみや糊などは使用しないが、2枚の紙を使うもの（例:手裏剣）や、はさみで切り込みを入れるものもある。また、複雑な作品や折り目がつきにくい場合などにはヘラを用いることもある。
緻密に、折ったり、折り目の間の空間に折り目の一端を挟み込むなどして、形を作り上げていく。折り続けていくため、折り始める前の紙の大きさに比べ、出来上がった形はかなり小さなものになることもある。
代表的な折り紙には、鶴（折鶴、連鶴）、風船、紙飛行機、手裏剣、兜、奴（）さんなどがある。ヨーロッパでは、スペイン語でパハリータ、フランス語でココットと呼ばれる小鳥（または鶏）の形をした折り紙が代表的である。また、洋食の時に折られてテーブルに置かれるナプキンも、広義の折り紙の一種である。

## 折り紙の種類

### 不切正方形一枚折り

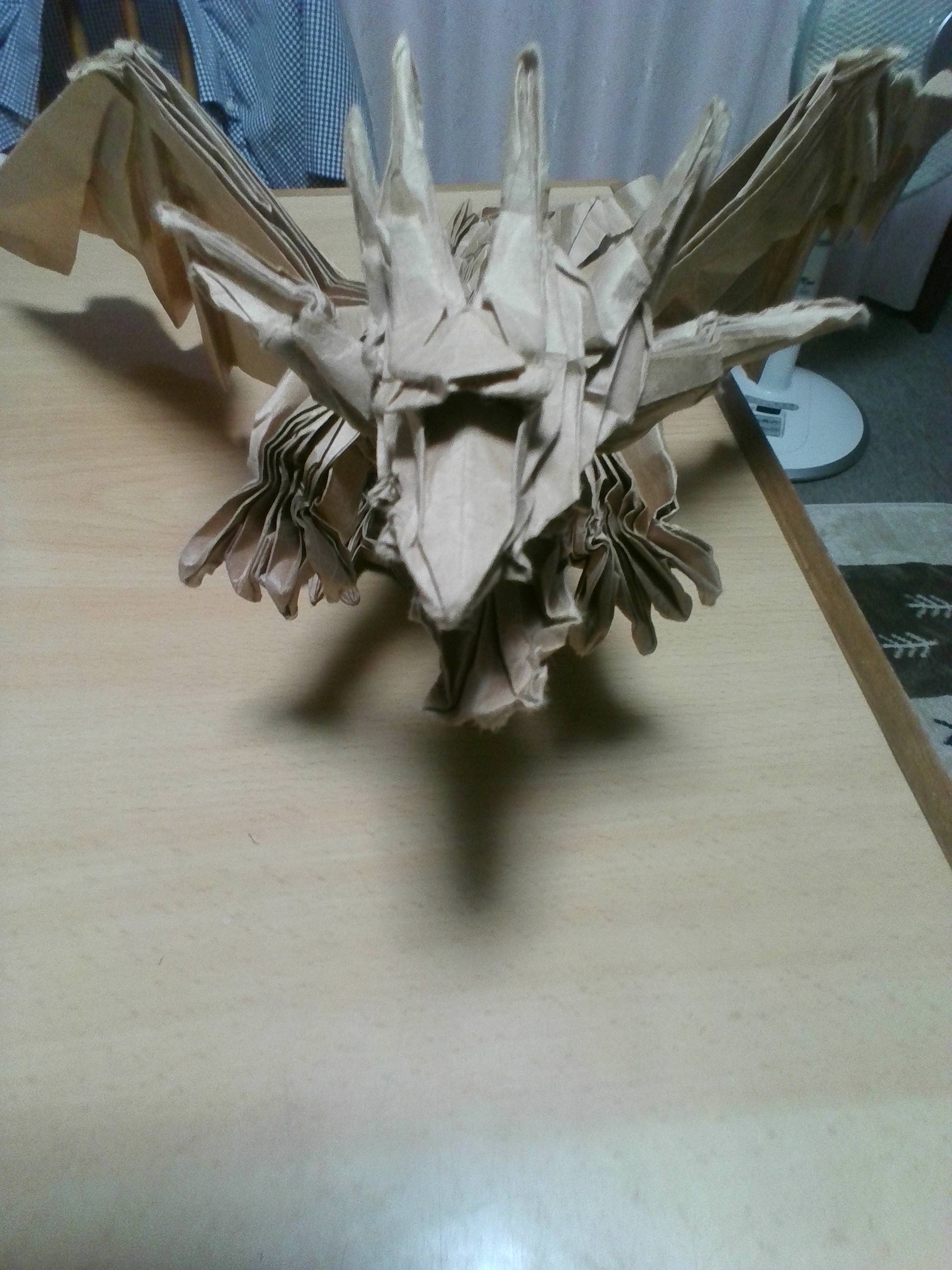
不切正方形一枚折りで作ったエンシェントドラゴン

「ふせつ せいほうけい いちまいおり」と読む。折り紙のうち、はさみ等による切れ込みを入れず、正方形の紙一枚だけを用いた折り紙をこう呼ぶ。基本的な折り紙であり、この折り紙を好む者もいる。

### 複合折り紙
対象をいくつかの部分に分けて折り、それを組み合わせて作品を作る折り方。伝承的なものでは、「奴さん」と「袴」を組み合わせたもの。紙に切り込みを入れなくても比較的簡単に複雑な形を表現でき、また色違いの紙を使うことでカラフルな作品に仕上げることもできる。組み立てる際に糊や針金などを使う場合がある。

### 切り込み折り紙
紙に切り込みを入れてカドの数を増やしたり、一部を切り取ったりすることによって、複雑な形を折りやすくする折り方。折り紙愛好者からは邪道扱いされることもあるが、「不切正方形一枚折りにこだわって折り方が複雑になり過ぎるより良い」という意見もある。
『秘傳千羽鶴折形』に見られるような「つなぎ折り鶴」は、はさみを利用して作る。

### ユニット折り紙

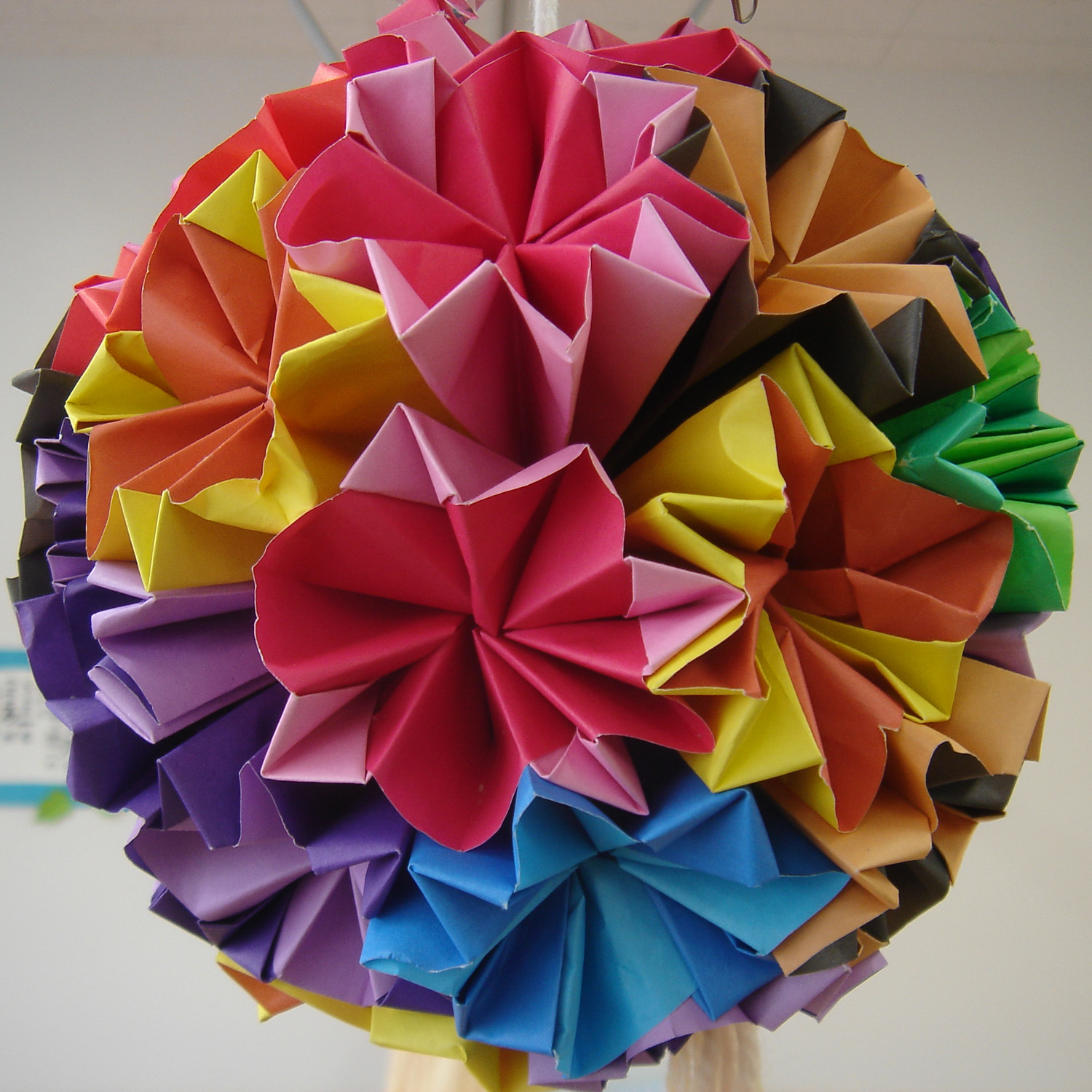
日本人作家によるユニット折り紙の作品（折り紙球）

何枚もの紙を同じ形に折って、それらを組み合わせ、一つの作品を作り上げる折り紙作品をユニット折り紙と呼ぶ。ユニット折り紙の対象には対称性の高い多面体（一般に「くす玉」と呼ばれるものなど）、箱などが多い。枚数としては2枚から数十枚、多いものでは1万枚以上もの紙を組み合わせることがある。ユニットを組み合わせる時には、紙の摩擦のみで全体を支えるものが理想であるが、場合により糊付けや糸で綴じるケースもある。ユニット折り紙作家としては、笠原邦彦、川村みゆき、布施知子などが有名。類似のものに、折り紙細工がある。伝承の「手裏剣」もまたユニット折り紙の一つである。

### 仕掛け折り紙
上記の折り紙に加えて、動かせる玩具として作られたもの。古くは「カメラ」（シャッターが開く）や「羽ばたく鳥」（首としっぽを持って羽根を動かせる）など。近年には神谷哲史の『黒い森の魔女』（魔女⇔ドラゴンに変形する）などの複雑なものもある。

## 基本形
折り紙には、基本形と言われるものがいくつかある。例えば、鶴の基本形は4つのとがった「カド」を持っており、動物を折る場合ならこれらを頭や足に当てることで創作が容易になる。以下に、その代表的なものを記述する。
鶴の基本形
伝承作品の折り鶴を作る途中までの形で止めたもの。
あやめの基本形
伝承作品のあやめを作る途中までの形で止めたもの。かえるの基本形ともいう。
さかなの基本形
さかなを作る途中の形で止めたもの。
とびらの基本形
折り紙を、長方形になるように半分に折ってから、「とびら」の形にしたもの。ユニット折り紙のユニットを折る際にも使用される。

## 用紙
一般的には折り紙専用の正方形の紙を使う。しかし、作品によっては長方形（主に辺の比が1:√2のもの）その他の形をした紙を使う場合もある。通常は他の用途向けの紙で折られることもある。箸袋（シャツ・鳥・花などに仕上げる） のほか、新聞紙などを用いる作品（帽子、ミット、紙鉄砲など）もある。紙幣を折り紙の素材とし、人物などの図柄を完成作品のデザインの一部に取り込むような試みさえある。五角形や六角形や八角形など多角形の特殊な紙を用いる作品もあるが、こうした場合は自分で必要に応じ正方形の紙から切り出すとよい。
文房具店などで最も普通に売られている折り紙は15cm角であるが、それ以下・それ以上の折り紙（5cm角、7.5cm角、24cm角、35cm角等）も市販されている。また、稀ではあるが円形の折り紙なども存在する。彩色に関しても、両面カラーのもの、透明なもの、グラデーションや水玉など特殊な模様の入ったもの、表面が2等分や4等分に色分けされているものなどがあり、現在1000種以上の折り紙用紙が入手可能といわれている。
複雑な作品を折る場合には、金属箔を利用したホイル紙や、薄い和紙（破れにくい）の裏に金属箔（例えば形が崩れにくくなるアルミ箔）を裏打ちした自作の用紙が用いられることが多い。
展示用の作品には、見栄えの関係で選定した洋紙や和紙を正方形（あるいは作品に応じた形）に裁断して使うことが多い。厚手の紙（洋紙など）を随時、適度に湿らせてから折る「ウェットフォールディング」という技法も使われる。この技法を用いると、厚い紙を簡単に折ったり、皺を大幅に減らしたりすることができる。また、曲がった形を固定したり、紙を"伸ばして"（歪ませて）折ったりすることもできる。
手元に正方形の紙がなくとも、例えば目の前にある不要な書類などを工夫して正方形に整えれば、予め用紙を用意してなくとも折り紙を十分に楽しむことが出来る。

## 折り図

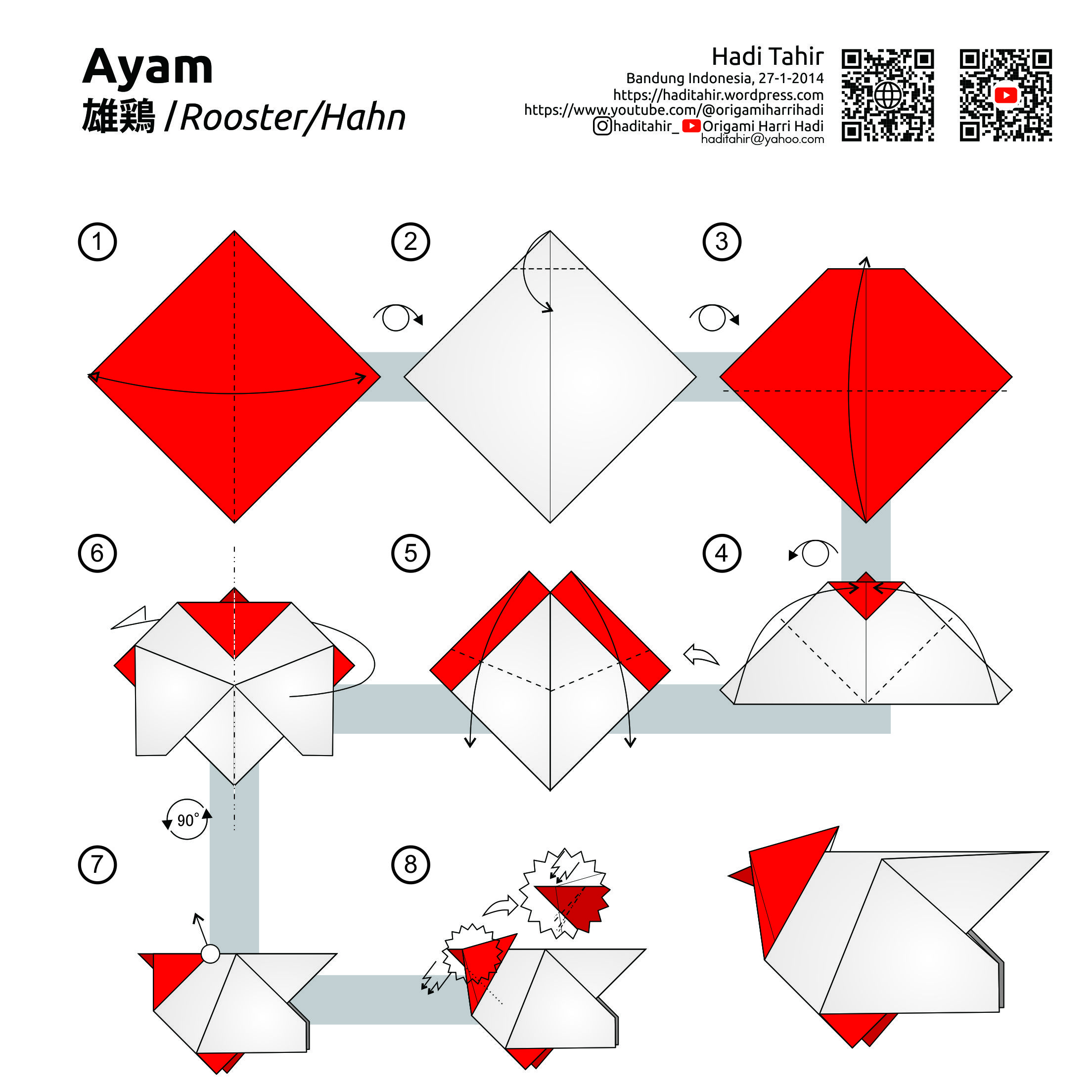
折り図のにわとりの折り方

折り紙の折り方を人に伝えるため、その工程を絵（しばしば写真）で示す折り図が存在する。折り図では、慣例的に、切る線を✂︎、山折り線を一点鎖線（「―・―・―・―・―」）、谷折り線を破線（「― ― ― ― ―」）で表すことが多い。また、理解を容易にするため文章が添えられることも多い。

## 主な折り方
折り紙では、基本的な折り方に以下がある。
- 山折り
- 谷折り
- 中割り折り
- かぶせ折り

その他にも、特別な折り方が多くある。
- 蛇腹折り
- ミウラ折り
- 平織り
  - ぜんまい折り

## 歴史

### 儀礼折り紙、折紙礼法、折形

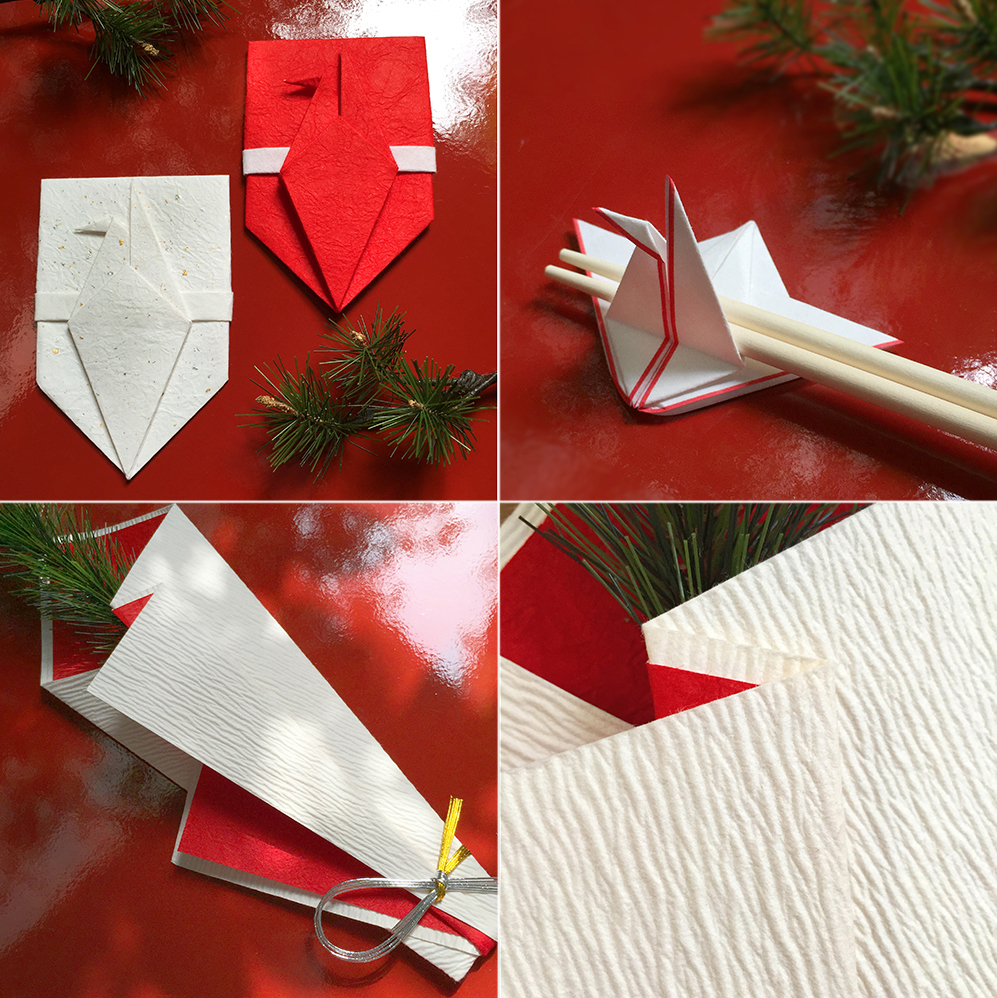
山根折形礼法教室の折形

儀礼折り紙という概念で見ると、平安時代に日本独自の和紙製紙法である「流し漉き」が開発されてより頑丈な紙を作ることができるようになると、折った和紙は神社の御幣・大麻・紙垂として使われるようになり、折った紙で作られた宗教的な装飾や贈答品の包み紙は徐々に儀礼折り紙として確立した。平安時代には朝廷は儀式で使う金品を折った紙で包む方法を定めていた。
室町時代の3代将軍、足利義満が武家独自の礼法を明確に定め、後世に最も由緒正しく記録された文献を残した。礼法の指南役である高家（伊勢家、小笠原家、今川家）のうち、伊勢家は主に内の礼法（殿中の礼法）、小笠原家は主に外の礼法（主に弓馬礼法）、今川家（後の吉良家）は主に書と画の礼法を担当し、それらの礼法は、将軍、大名、旗本に限って口頭で教授するか、または雛形を使って上級武士の間で秘伝として伝承された。
その武家の礼法の一つが折形（おりかた）、折紙礼法（おりがみ れいほう）、または折紙であり、和紙を手づから折り目正しく折り、物に心を込めて包み渡す礼法である。特に8代将軍足利義政の時代の伊勢貞親は殿中における多くの礼法を定め、折形（折紙礼法）が整えられた。現代でも見られる結婚式で酒が入った銚子や提に飾り付ける新郎新婦を表した雄蝶と雌蝶の蝶花形や熨斗は室町時代に誕生した物であり、後世の井原西鶴の「一昼夜独吟四千句」（1680年）にも蝶花形が登場している。この室町時代の折紙礼法が後世の遊戯折り紙の源流である。古文書によれば、室町時代の折紙礼法の原型は鎌倉時代に誕生し、それは平安時代の朝廷の儀礼折り紙の作法を受けていた。
室町時代に成立した折紙礼法を包括的にまとめた確認されている最古の文献は、江戸時代の『貞丈雑記』（ていじょうざっき）や『包結図説』（ほうけつずせつ）である。江戸時代中期の故実家の伊勢貞丈（いせさだたけ）は『貞丈雑記』や『包結図説』において、本来の階級別、用途別の和紙と折り方と使い分けと、その意味や目的を明記し、正しい折紙礼法を後世に残した。江戸時代初期からは寺子屋で折紙礼法が必須項目として教えられていた他、
1918年（大正7年）には幼稚園、小学校で折り紙が工作科目となり、折り紙類が市販されるようになった。この結果、第二次世界大戦まで義務教育として日本人の誰もが習う環境にあった。
1920年頃の昭和初期に礼法学者の山根章弘が、本来、折紙礼法（折形）と呼ばれていた儀礼折り紙が、後世に誕生した遊戯折り紙と混同されて本来の姿を留めなくなってきたため、折紙礼法を遊戯折り紙と明確に分ける為に、「折る方法」と読まれて誤解を招きやすい呼称「おりかた」を「おりがた」と呼び直し、遊戯折り紙との違いをより明確化した。敗戦とともに折形は教科書から消え、遊戯折り紙のみが残ったが、山根章弘が戦後、正しい礼法の折形を復活させて体系化し、正しい折形礼法の普及活動を行うために「山根折形礼法教室」を創設した。

### 遊戯折り紙
一般的に折り紙と認識されている遊戯折り紙の起源は定かでないが、最古の証拠として1500年代末の戦国時代から1600年代初頭の江戸時代に装剣金工師の後藤栄乗が作った小柄に折り鶴が描かれているため、この頃までには既に折り紙が存在したことが確認されている。折紙遊びが大衆に広く普及したのは和紙が大量に生産されるようになって庶民も和紙を気軽に使用出来るようになった江戸時代とされ、1747年に出版された欄間のデザイン画集である『欄間図式』には、折り鶴を含めた現在知られている様々な種類の折り紙が欄間のデザインとして採用されている。この頃は遊戯折り紙は、「折形（おりかた）」や「折据（おりすえ）」などと呼ばれており、儀礼用折り紙のみを「折形」と呼ぶ現代とは様相が異なっていた。

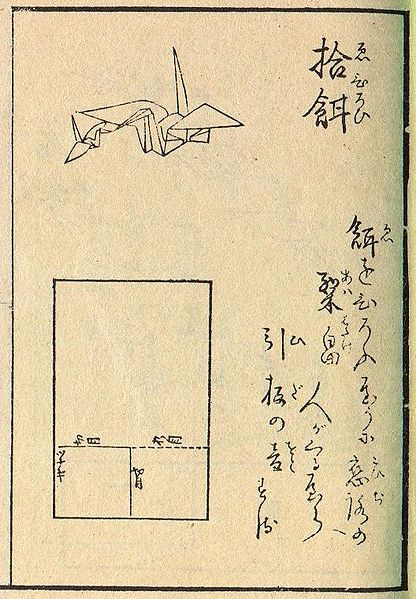
義道一円『秘傳千羽鶴折形』より連鶴「拾餌」

1797年（寛政9年）に出版された『秘傳千羽鶴折形』は確認されている最古の折り紙の専門技術書で、従来の折り紙より遥かに高度な技術を用いた義道一円が作った49種の折り鶴を紹介しており、彼は生涯にかけて少なくとも158の高度な折り紙を生み出し、この頃には折り紙文化が高度に発達していたことがうかがえる。この『秘傳千羽鶴折形』に掲載された49種の作品は1976年に義道の故郷である桑名市で無形文化遺産に指定され、現在ではYouTubeで作り方が公開されている。文献としては他に『嬉遊笑覧』『折形仮名手本忠臣蔵』などがある。
江戸時代後期から幕末にかけては古今和歌集の六歌仙や忠臣蔵の登場人物を模した折り紙が流行した。
現存する折り紙で最も古いものとしては、森脇家旧蔵の作品群がある。これには折形礼法と遊戯折紙の両方が含まれているが、遊戯折り紙については、江戸時代初期ごろから折られたものと推定されている。

### ヨーロッパの折り紙
ドイツのゲルマン国立博物館（Germanisches Nationalmuseum）およびザクセンフォークアート美術館（ザクセン民芸博物館、Museum für Sächsische Volkskunst）に、19世紀前半に折られたものと推定されている作品群が所蔵されている。
ヨーロッパの折り紙は、フリードリヒ・フレーベルの幼児教育法に取り入れられ、日本の開国にともない日本にも伝わった。
ヨーロッパの伝承作品として代表的なものに、パハリータ（ココット）、帆掛船（だまし船）、風船、紙飛行機（ダーツ）などが挙げられる。

### 近代・現代の折り紙

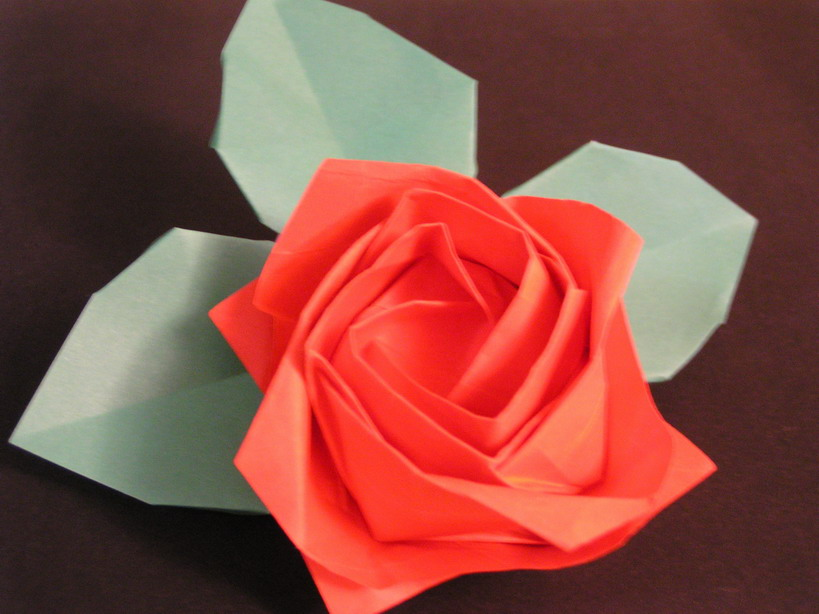
日本人作家川崎敏和の作品（カワサキ・ニュー・ローズ）

1950年代には、日本の吉澤章、高濱利恵、イギリスのロバート・ハービン、アメリカのリリアン・オッペンハイマー、サミュエル・ランドレットらを中心とする国際的な折り紙サークルが形成され、折り紙が世界的に普及した。
1983年（昭和58年）に発売となった、『ビバ!おりがみ』（前川淳・笠原邦彦 著、ISBN 4387891165）、および1989年（平成元年）に発売となったFolding the Universe（ピーター・エンゲル著）が皮切りとなり、近年複雑な作品も作られるようになった。前川淳によって創始された「折り紙設計」（これは、目的とする形状から折り方を求めるという、数理的には逆問題を解くことに相当する）の技法は特に大きな影響を与えており、これにより初めて複雑な作品を合理的にデザインできるようになった。
「Perrocaliente Peti peto（ペロカリエンテ メガネ拭き プッチペット）」は、形状を記憶する布で出来ており、手元で転がすなど刺激を与えることで、記憶された折り紙の形へ戻る性質がある。
現在、日本国内では日本折紙協会、日本折紙学会の両団体が存在する他、アメリカ・イギリスなど各国にも折り紙団体が結成されており、愛好者間の交流を深めている。インターネットの普及などにもよって情報伝達の速度はいっそう上昇し、以前では考えられなかった速度で技術開発が進められるようになっている。
折り紙用紙は広く市販されている。日本では、折り上げられた作品を売る自動販売機が日光東照宮（栃木県日光市）近くに設置されている。また来客をもてなす意味で折り鶴などを置く店舗・ホテルもある。

### 商業玩具化
ビー玉に対するビーダマン、けん玉に対する「デジケン」、ベーゴマに対する「キャラコバッチ」等と同様に、伝統玩具を商業玩具とする手法は折り紙に対しても実行された。タカラトミーからは オリガミウォーズ、コナミからは オリグライド が発売されている。『折紙戦士』という漫画作品が台湾で描かれ、これを原作にアニメも製作された。

## 折紙の数学と応用

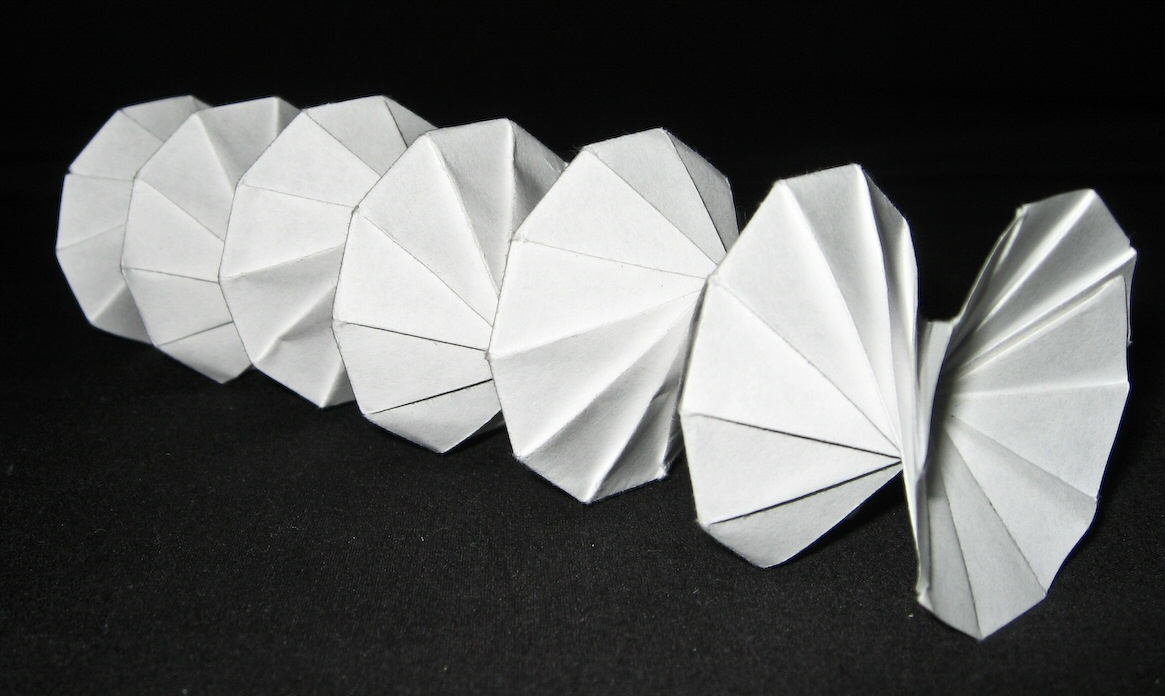
『びゅんびゅんバネ』（Spring Into Action） - Jeff Beynon作。一枚の長方形の用紙から折られている。

折り紙の応用、または研究にはいくつもの数学的課題が含まれている。例えば、「展開図を二次元の作品へと平らに折り畳めるかどうか」の問題（flat-foldability）は、そういった数学的課題のうちの一つである。
平らな紙は表面のどの点においてもガウス曲率が0である。よって折り目は本来曲率0の直線である。しかし濡れた紙や指の爪で皺をつけた紙など、平らでなくなった紙においては最早この曲率の条件は当てはまらない。
剛体折り紙の問題（即ち、折り目の位置で蝶番でつないだ板金を用いて、紙と同様に作品を折ることができるかどうか）は重要な実用上の問題である。例えば、ミウラ折りは剛体でも折ることができ、人工衛星の太陽電池パネルを折り畳むために用いられている。
またそれ以外にも、折り紙はエアバッグの折り畳みや医療用のステントグラフト（ステントと人工布を用いた新型の人工血管）の折り畳みにも応用されている。
空気圧を利用した人工筋肉で、人工筋肉の折り曲げを制御、駆動させるのに折り紙の構造を使用する研究が行われている。

## 折り紙に関連する人物
折り紙作家は幾人もいるが、プロとして活躍しているものは一握りしかいない。プロの折り紙作家は折り図を収録した本を執筆し、生計を立てているものが多い。

### 一覧
- 吉澤章 ‐日本の折り紙創作の第一人者とされ、2012年3月14日にGoogle Doodleが発表された[21]。1954年に、国際折り紙研究会を創設し、海外へ普及活動を行った[22]。
- ロバート・J・ラング - 折り紙の数学で著名[21]。

## 折り紙に関連する組織一覧

### 日本
- 日本折紙学会 - 元折紙探偵団
- 日本折紙協会
- 国際大学折紙連盟 - 日本折紙学会の下部組織
- 日本中高生折り紙連盟
- 国際折り紙研究会 - 吉澤章氏が創設。

### 海外
- OrigamiUSA（英語版Wikipedia)
- イギリス折紙協会（英語版Wikipedia)
- スペイン折紙協会

## 折り紙を題材にした作品

### ドラマ
- オリガミの魔女と博士の四角い時間 - NHKのファミリー向けのファンタジードラマ。主演は滝藤賢一、共演者尾上菊之助、小山晴明。

### ゲーム
- ペーパーマリオ オリガミキング - 任天堂より販売されているNintendo Switch用コンピューターゲーム。「折り紙」がモチーフ にされている。

### 折紙関連ソフトウェア
- Origamizer[23][24]、Origami Simulator[25]などの複雑な立体物を作成する際に補助するソフトウェアが開発されている。

## ギャラリー

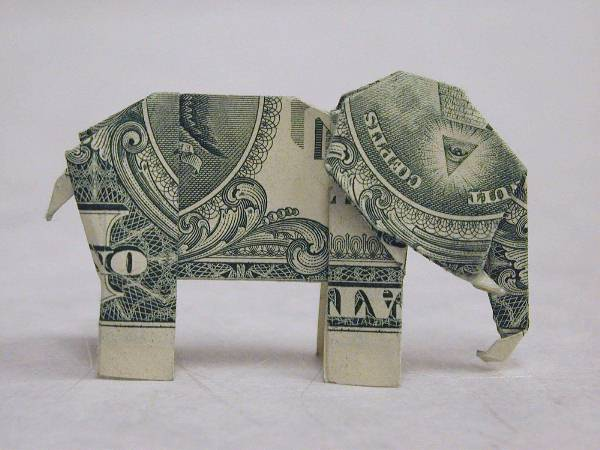
1ドル札で折ったゾウ
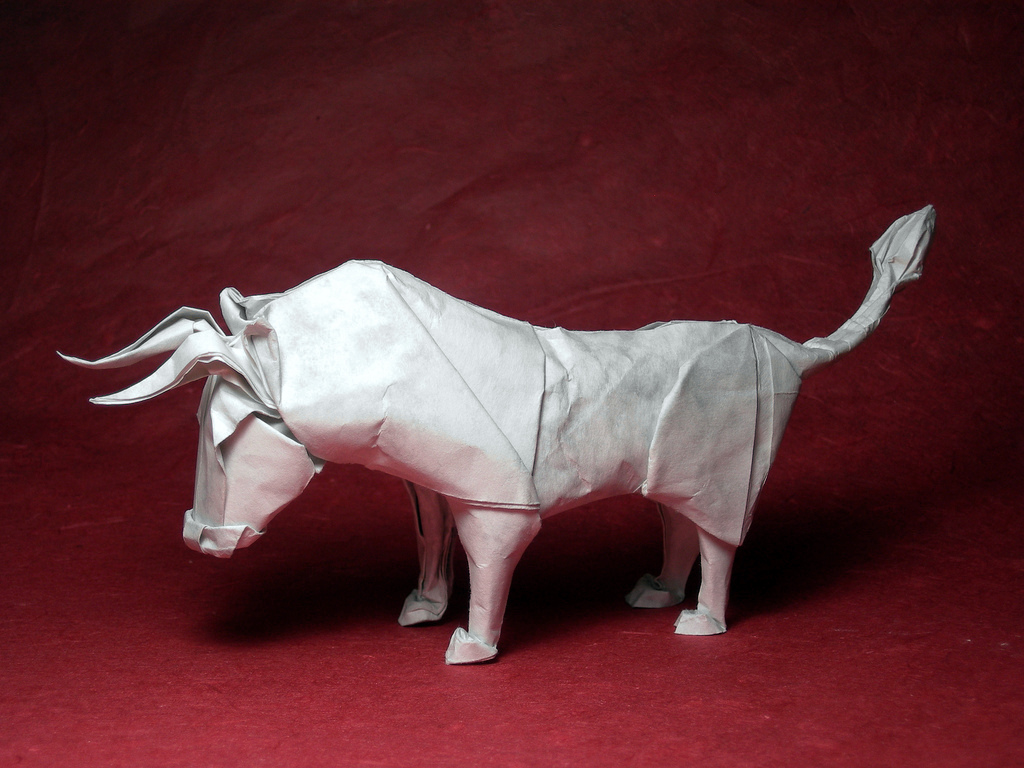
ウェットフォールディングによる雄牛
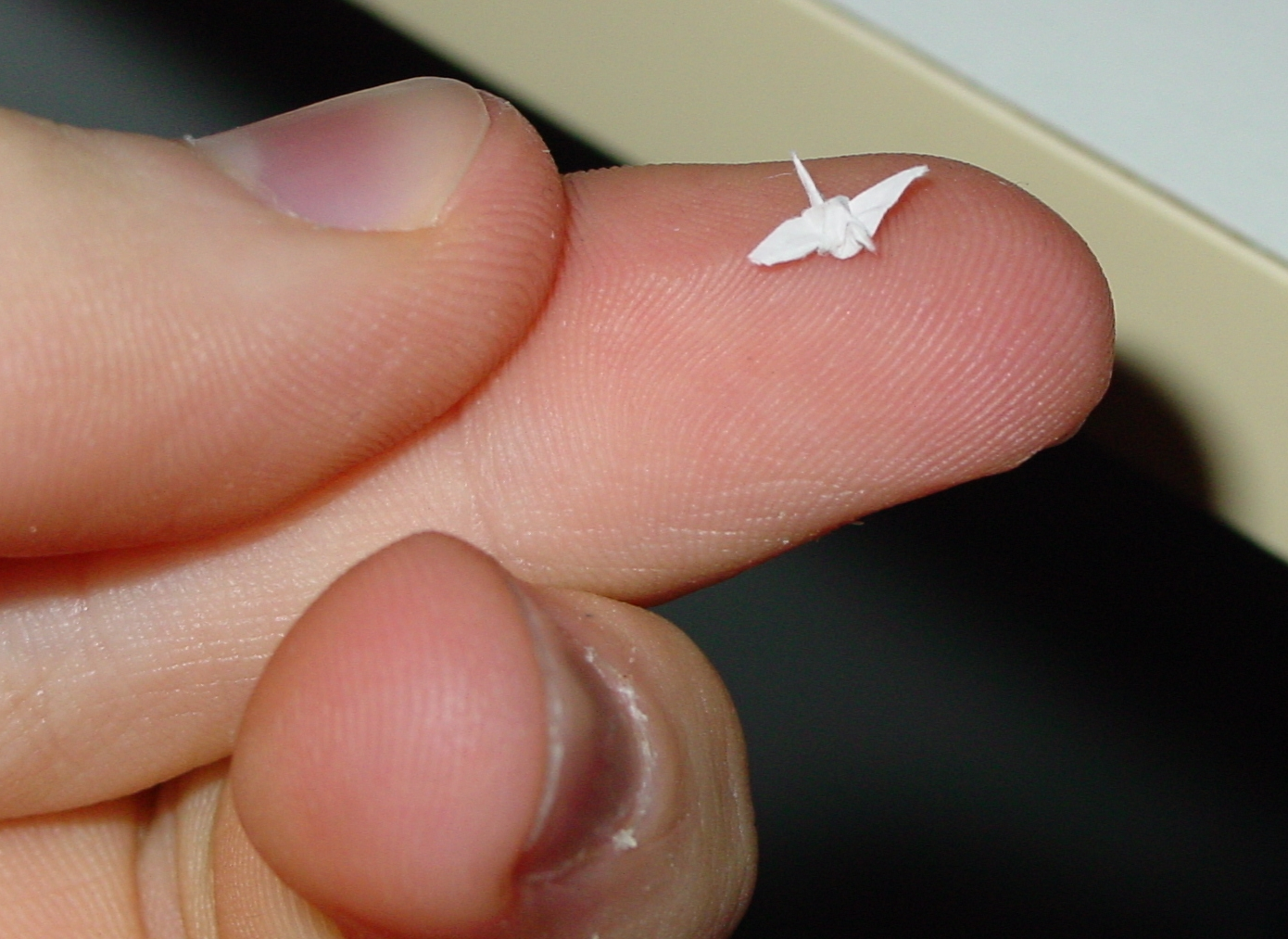
最小の折り鶴に挑戦
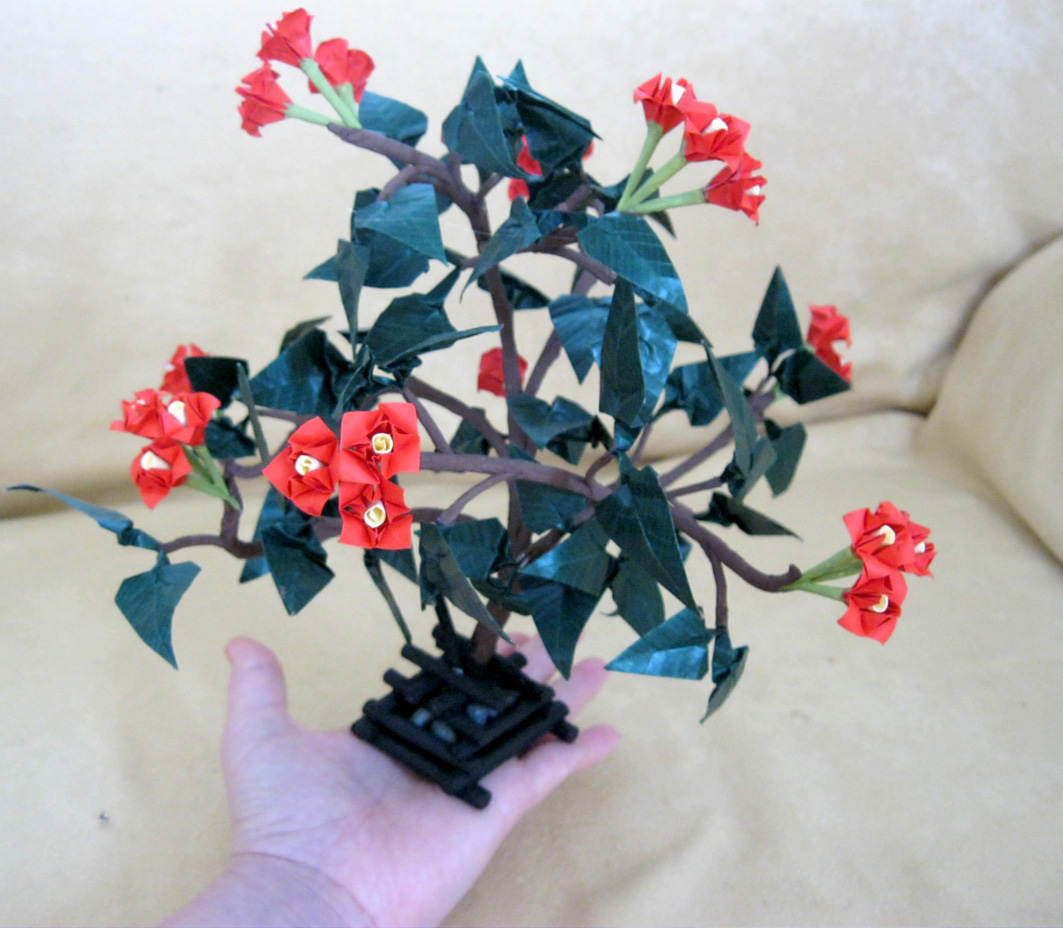
盆栽
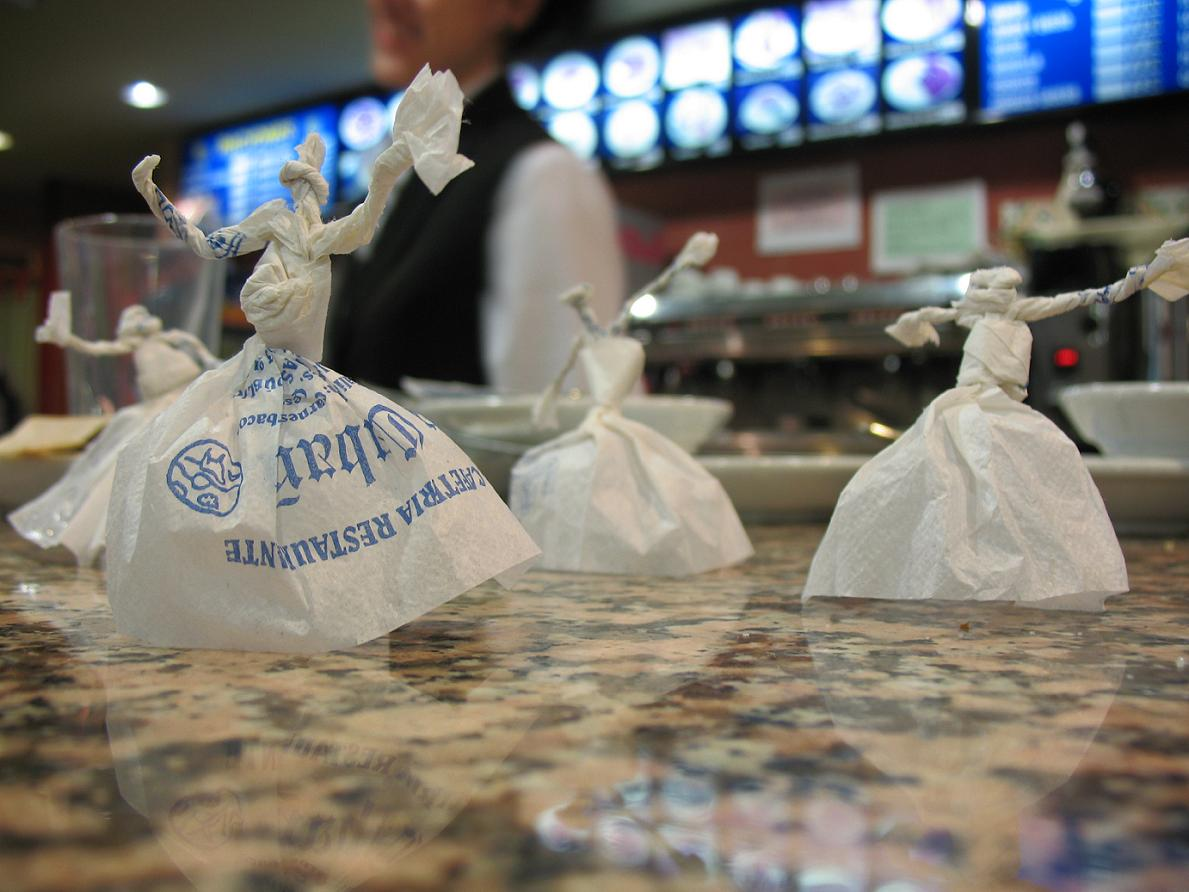
フラメンコ・ダンサー
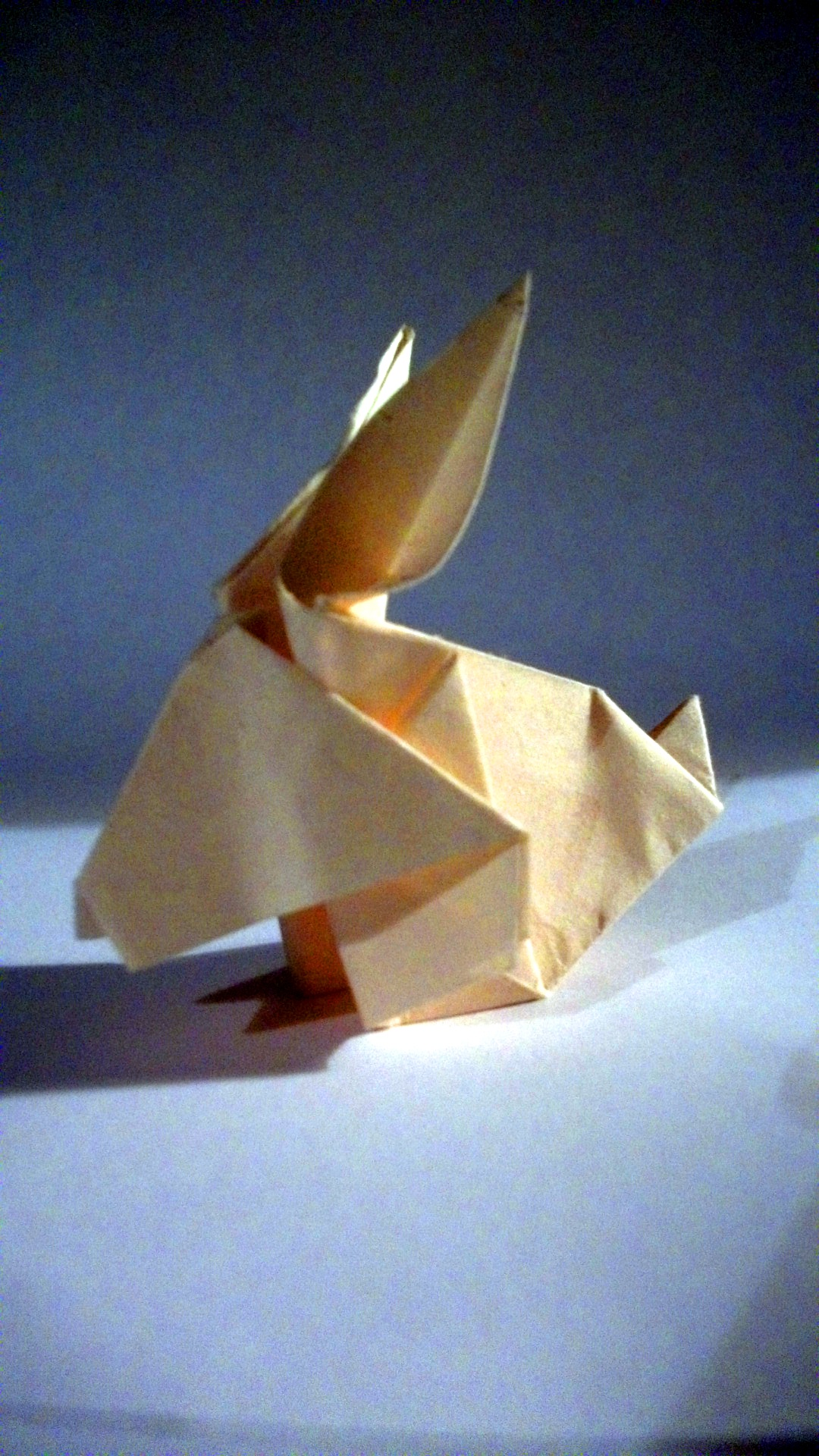
ウサギ

### 折り紙の起源
- 折形おりがた

### 折り紙の折り方と学術
- ミウラ折り
- 伝承折り紙の一覧
- 折紙の数学 - 折り紙公理
- 折り紙の科学国際会議

### 折り紙からの派生
- 手拭（折り手拭）
- 紙飛行機（折り紙飛行機）
- 折り紙建築 - 紙を建築物の形に見立てて切り、折り曲げたときに建築物のデザインが出現するタイプの折り紙。
- 中国摺紙（中国語版） ‐ 中国の伝統的なペーパーアート。

### 紙を使った工作
- ペーパークラフト
- 紙切り
- くす玉